# Delias hyperapproximata
Delias hyperapproximata is een vlindersoort uit de familie van de Pieridae (witjes), onderfamilie Pierinae.
Delias hyperapproximata werd in 1925 beschreven door Rothschild.